# L'arcipelago in fiamme
L'arcipelago in fiamme è un romanzo scritto da Jules Verne nel 1884 facente parte della serie Voyages Extraordinaires (Viaggi straordinari) di cui rappresenta il 26º volume.